# اکاکا
اکاکا (به فرانسوی: Aka'aka) یک منطقهٔ مسکونی در فرانسه است که در والیس و فوتونا واقع شده‌است.

## خصوصیات
اکاکا ۵۱۵ نفر جمعیت دارد.